# Немања Видић
Немања Видић (Титово Ужице, 21. октобар 1981) је бивши српски фудбалер. Играо је на позицији централног одбрамбеног играча.
Започео је каријеру у Слободи из Ужица, да би затим прешао у Црвену звезду, одакле је у јулу 2004. године прешао у Спартак из Москве за 6,5 милиона евра. На дан 5. јануара 2006. године, Немања Видић је прешао у Манчестер јунајтед за 10,25 милиона евра. Са Црвеном звездом је освојио дуплу круну 2004, а са Манчестером освојио три узастопна првенства Енглеске (и 5 укупно), 3 пута Лига куп, 5 пута ФА Комјунити шилд, једном Лигу шампиона и Светско клупско првенство у фудбалу 2008. Видић је 6. маја 2014. године одиграо последњу утакмицу за Јунајтед, а након истека уговора као слободан играч прешао у Интер.
Дебитовао је за фудбалску репрезентацију 12. октобра 2002. у квалификацијама за Европско првенство у Напуљу, против Италије (1:1). За репрезентацију је одиграо 56 утакмица и дао 2 гола.
Дана 29. јануара 2016. Видић је објавио крај играчке каријере.

## Каријера

### Младост
Немања Видић је рођен у породици од оца Драгољуба, пензионисаног радника ваљаонице бакра, и Зоре, банкарског службеника. Видић је почео да тренира фудбал са 7 година у локалном клубу ФК Јединство Путеви (1989—1993) уз старијег брата Душана. У 12. години прешао је у Слободу (1994—1996).

### Црвена звезда
Доведен је из Ужица 1996. године и играо у омладинском погону Црвене звезде до 2000. године, када је послат на једногодишњу позајмицу у суботички Спартак. За први тим црвено-белих дебитовао је по повратку са позајмице 2001. године и постао незаменљиви првотимац под тренером Зораном Филиповићем. За три сезоне одиграо је 92 званичне утакмице и постигао 15 голова. Као капитен тима учествовао је у освајању дупле круне у сезони 2003/04, а пре тога је освојио још један национални куп 2002. године. Иако је играо на позицији централног дефанзивца, постигао је више голова од појединих нападача у Звездиној историји. Навијачима су остали у сећању његови голови против Одензеа за пролаз у друго коло Купа УЕФА у сезони 2003/04. и погодак у дербију против Партизана у победи у пролеће 2002. године од 3:0.

### Спартак
У јулу 2004. је прешао у руског прволигаша ФК Спартак Москва. Детаљи о трансферу нису откривени, иако је јављено да је Видић постао најскупљи одбрамбени играч у историји руске премијер лиге.

### Манчестер јунајтед
Након једне сезоне у московском Спартаку, Видић је прешао у Манчестер јунајтед 5. јануара 2006, за суму од 7 милиона фунти, две и по године након што је Манчестер јунајтед први пут показао интерес за њега. Добио је дрес са бројем 15, а дебитовао је за Манчестер као замена Руду ван Нистелроју у последњим минутима полуфиналне утакмице Карлинг купа против Блекберн роверса 25. јануара 2006.
У сезони 2006/2007, Видић је са Риом Фердинандом чинио поуздану задњу одбрамбену линију. Свој први гол у Манчестер јунајтеду Видић је постигао 14. октобра 2006. против Вигана, у којој је Манчестер победио са 3:1. Свој други гол је постигао у победи на Портсмутом 4. новембра на Олд Трафорду. Први гол у Лиги шампиона је постигао 6. децембра против лисабонске Бенфике у утакмици у којој је Манчестер славио са 3:1.
Видић је поломио кључну кост на утакмици Манчестера и Блекбурна 31. марта 2007. и био је ван терена скоро месец дана. На терен се вратио како би супротставио Милану на Сан Сиру 2. маја 2007, који је Манчестер изгубио 3:0 и укупним резултатом 5:3 је избачен из Лиге шампиона. Упркос овоме, Видић је пружио солидну игру против Мачестер ситија на гостовању, где је Манчестер победио са 1:0, а титула у Премијер лиги је обезбеђена дан касније када је Челси играо нерешено против Арсенала.
Видић је признат за једног од најбољих играча у Премијер лиги и Европи. Видић се цени због издржљивости, способности да добро игра главом и у одбрани и нападу и пожртвованости Због овога је стекао статус легенде међу навијачима Манчестера и често се пореди са бившим одбрамбеним играчем Манчестер јунајтеда Стивом Брусом због сличних особина.
Дана 8. новембра 2007. Видић је продужио уговор са Манчестер јунајтедом на још две године, а уговор га држи у Манчестеру до 2012. На крају сезоне 2007/2008 фудбалери који наступају у Премијер лиги су изабрали Видића, Рија Фердинанда и Кристијана Роналда у идеалан тим Премијер лиге Манчестер је одбранио титулу у последњем колу са два бода испред другопласираног Челсија. Челси и Манчестер су играли и у финалу Лиге шампиона 21. маја 2008. у Москви, где је Манчестер тријумфовао након извођења једанаестераца. Видић је био једини стрелац за Манчестер у поразу у утакмици Суперкупа Европе од Зенита. У јуну 2010. је продужио уговор са Манчестером до 2014. године. Почетком септембра 2010. је постао капитен Манчестер јунајтеда и тако је постао други странац у историји Манчестер јунајтеда који је био капитен.
У фебруару 2014. године Видић је потврдио за медије да ће након истека уговора, 2014. године напустити Манчестер. Са овим клубом је у каријери 5 пута био првак Енглеске, три пута је освајао Лига куп, и једном Светско клупско првенство.

### Интер
Већ у марту 2014. Интер је објавио да ће Видић заиграти за њих од сезоне 2014/15. За Интер је одиграо само 28 утакмица, током којих је постигао један гол. Често је био повређен, а морао је и на операцију кука. Званично је раскинуо уговор са њима 18. јануара 2016. године.

## Репрезентација
За репрезентацију је наступао 56 пута и два пута се уписао у стрелце. Дебитовао је 12. октобра 2002. године у Напуљу против Италије (1:1), у оквиру квалификација за Европско првенство 2004. Био је део дефанзивне линије Гавранчић-Видић-Крстајић-Драгутиновић, која је у квалификацијама за Светско првенство 2006. у Немачкој примила само један гол. На том Мундијалу није играо због картона из квалификација, а касније и повреде. Наступио је за Србију на Светском првенству 2010. године у Јужној Африци, али су наши завршили такмичење већ у групи. Из националног тима се повукао у последњем мечу квалификација за Европско првенство 2012. године против Словеније, када је промашио пенал, а Србија остала и без пласмана у бараж.

## Статистика

### Клупска
| Клуб                | Сезона            | Лига  | Лига | Куп   | Куп  | Лига куп | Лига куп | Европа | Европа | Остало | Остало | Укупно | Укупно |
| Клуб                | Сезона            | утак. | гол. | утак. | гол. | утак.    | гол.     | утак.  | гол.   | утак.  | гол.   | утак.  | гол.   |
| ------------------- | ----------------- | ----- | ---- | ----- | ---- | -------- | -------- | ------ | ------ | ------ | ------ | ------ | ------ |
| Црвена звезда       | 2000–01           | 0     | 0    | 0     | 0    | —        | —        | 0      | 0      | —      | —      | 0      | 0      |
| Црвена звезда       | 2001–02           | 22    | 2    | 5     | 0    | —        | —        | 2      | 0      | —      | —      | 29     | 2      |
| Црвена звезда       | 2002–03           | 25    | 5    | 4     | 1    | —        | —        | 6      | 0      | —      | —      | 35     | 6      |
| Црвена звезда       | 2003–04           | 20    | 5    | 5     | 0    | —        | —        | 6      | 3      | —      | —      | 31     | 8      |
| Црвена звезда       | Укупно            | 67    | 12   | 14    | 1    | —        | —        | 14     | 3      | —      | —      | 95     | 16     |
| Спартак (позајмица) | 2000–01           | 27    | 6    | 0     | 0    | —        | —        | —      | —      | —      | —      | 27     | 6      |
| Спартак Москва      | 2004              | 12    | 2    | 1     | 0    | —        | —        | 0      | 0      | —      | —      | 13     | 2      |
| Спартак Москва      | 2005              | 27    | 2    | 1     | 0    | —        | —        | 0      | 0      | —      | —      | 28     | 2      |
| Спартак Москва      | Укупно            | 39    | 4    | 2     | 0    | —        | —        | 0      | 0      | —      | —      | 41     | 4      |
| Манчестер Јунајтед  | 2005–06           | 11    | 0    | 2     | 0    | 2        | 0        | 0      | 0      | 0      | 0      | 15     | 0      |
| Манчестер Јунајтед  | 2006–07           | 25    | 3    | 5     | 0    | 0        | 0        | 8      | 1      | 0      | 0      | 38     | 4      |
| Манчестер Јунајтед  | 2007–08           | 32    | 1    | 3     | 0    | 0        | 0        | 9      | 0      | 1      | 0      | 45     | 1      |
| Манчестер Јунајтед  | 2008–09           | 34    | 4    | 4     | 0    | 4        | 0        | 9      | 1      | 4      | 2      | 55     | 7      |
| Манчестер Јунајтед  | 2009–10           | 24    | 1    | 0     | 0    | 2        | 0        | 7      | 0      | 0      | 0      | 33     | 1      |
| Манчестер Јунајтед  | 2010–11           | 35    | 5    | 2     | 0    | 0        | 0        | 9      | 0      | 1      | 0      | 47     | 5      |
| Манчестер Јунајтед  | 2011–12           | 6     | 0    | 0     | 0    | 1        | 0        | 2      | 0      | 1      | 0      | 10     | 0      |
| Манчестер Јунајтед  | 2012–13           | 22    | 1    | 2     | 0    | 0        | 0        | 2      | 0      | —      | —      | 23     | 1      |
| Манчестер Јунајтед  | 2013–14           | 25    | 0    | 0     | 0    | 2        | 1        | 6      | 1      | 1      | 0      | 34     | 2      |
| Манчестер Јунајтед  | Укупно            | 211   | 15   | 18    | 0    | 11       | 1        | 52     | 3      | 8      | 2      | 300    | 21     |
| Интер               | 2014–15           | 23    | 1    | 0     | 0    | —        | —        | 5      | 0      | —      | —      | 28     | 1      |
| Интер               | 2015–16           | 0     | 0    | 0     | 0    | —        | —        | —      | —      | —      | —      | 0      | 0      |
| Интер               | Укупно            | 23    | 1    | 0     | 0    | —        | —        | 5      | 0      | —      | —      | 28     | 1      |
| Укупно у каријери   | Укупно у каријери | 367   | 38   | 34    | 1    | 11       | 1        | 71     | 6      | 8      | 2      | 491    | 48     |

| Тим    | Година | Наступи | Голови |
| ------ | ------ | ------- | ------ |
| Србија | 2002.  | 3       | 0      |
| Србија | 2003.  | 3       | 0      |
| Србија | 2004.  | 3       | 0      |
| Србија | 2005.  | 9       | 1      |
| Србија | 2006.  | 4       | 1      |
| Србија | 2007.  | 5       | 0      |
| Србија | 2008.  | 9       | 0      |
| Србија | 2009.  | 8       | 0      |
| Србија | 2010.  | 9       | 0      |
| Србија | 2011.  | 3       | 0      |
| Укупно | Укупно | 56      | 2      |

### Голови за репрезентацију
| #  | Датум              | Место           | Противник | Гол | Резултат | Такмичење   |
| -- | ------------------ | --------------- | --------- | --- | -------- | ----------- |
| 1. | 15. август 2005.   | Кијев, Украјина | Пољска    | 2-3 | 2-3      | Пријатељска |
| 2. | 15. новембар 2006. | Београд, Србија | Норвешка  | 1-0 | 1-1      | Пријатељска |

## Признања
Немања Видић је по други пут изабран, од стране новинара француског спортског листа Екип, у идеалан тим света (2007; 2008). Првих једанаест по мишљењу новинара чине:
1. Икер Касиљас (РМ) 2. Дани Алвес (Б) 3. Немања Видић (МЈ) 4. Рио Фердинанд (МЈ) 5. Патрис Евра (МЈ) 6. Стивен Џерард (Л) 7. Чави Ернандез (Б) 8. Кристијано Роналдо (МЈ) 9. Лионел Меси (Б) 10. Фернандо Торес (Л) 11. Златан Ибрахимовић (И)
Видић је један од четворице који су поновили овај успех. Поред њега то су остварили Алвес, Роналдо и Џерард.
Видић је у видео-игри FIFA 21 добио признање иконе заједно са још 10 играча. Овим потезом, FIFA 21 га је уврстила међу 100 најбољих фудбалера икада.

## Трофеји
Црвена звезда
- Прва лига Србије и Црне Горе (1) : 2003/04.
- Куп СР Југославије (1) : 2001/02.
- Куп Србије и Црне Горе (1) : 2003/04.

Манчестер јунајтед
- Премијер лига (5) : 2006/07, 2007/08, 2008/09, 2010/11, 2012/13.
- Енглески Лига куп (3) : 2005/06, 2008/09, 2009/10.
- ФА Комјунити шилд (5) : 2007, 2008, 2010, 2011, 2013.
- УЕФА Лига шампиона (1) : 2007/08.
- Светско клупско првенство (1) : 2008.